# Typosyllis luteoides
Typosyllis luteoides är en ringmaskart som beskrevs av Hartmann-Schröder 1962. Typosyllis luteoides ingår i släktet Typosyllis och familjen Syllidae. Inga underarter finns listade i Catalogue of Life.